# Clyomys bishopi
Clyomys bishopi (рийний щетинець Бішопа) — вид гризунів родини щетинцевих, що зустрічається на півдні штату Сан-Паулу, Бразилія.

## Етимологія
Вид названий на честь доктора Яна Р. Бішопа, асистента хранителя зоології в Британському музеї природної історії. Очолив амазонську експедицію лікарні Гая в 1964 році, а в 1966 році він був викладачем зоології в університеті Лестера. У 1967–1969 роках очолював спільну експедицію Лондонського королівського товариства й Королівського географічного товариства до Бразилії. Автор публікацій An Annotated List of Caviomorph Rodents Collected in Northeastern Mato Grosso Brazil 1974 та Preliminary List of Mammals of the Xavantina/Cachimbo Expedition (Central Brazil) 1970.

## Морфологія
Довжина голови й тіла: 206.4 мм, хвіст: 77 мм, довжина задніх лап: 33.5 мм, вух: 20.2 мм. Спина жовтувато-коричневого кольору.

## Поведінка
Травоїдний, спеціалізується на харчуванні однодольними рослинами, і є найбільш спеціалізованим щодо вимог до видів харчування та вимог до місця проживання серед гризунів, що проживають в Серрадо. Займає перехідну зону між напів-листяними тропічними лісами й Серрадо.